# Cary Joji Fukunaga
Cary Joji Fukunaga (10 de juliol de 1977) és un director de cinema i televisió californià.

## Filmografia

### Pel·lícules
| Any  | Títol                  | Director | Guionista | Productor | Notes              |
| ---- | ---------------------- | -------- | --------- | --------- | ------------------ |
| 2009 | Chinatown Film Project | Sí       | Sí        | No        | També cinematògraf |
| 2009 | Sin nombre             | Sí       | Sí        | No        |                    |
| 2011 | Jane Eyre              | Sí       | No        | No        |                    |
| 2015 | Beasts of No Nation    | Sí       | Sí        | Sí        | També cinematògraf |
| 2017 | It                     | No       | Sí        | No        |                    |
| 2020 | No Time to Die         | Sí       | Sí        | No        |                    |

Productor executiu
- On the Ice (2011)
- Little Boxes (2016)
- Thumper (2017)

#### Curtmetratges
| Any  | Títol                    | Director | Guionista | Productor |
| ---- | ------------------------ | -------- | --------- | --------- |
| 2003 | Kofi                     | Sí       | Sí        | Executiu  |
| 2004 | Victoria para chino      | Sí       | Sí        | Sí        |
| 2012 | Sleepwalking in the Rift | Sí       | Sí        | Executiu  |

#### Només com a cinematògraf
| Any  | Títol                                                        | Notes                 |
| ---- | ------------------------------------------------------------ | --------------------- |
| 2004 | Mating Call                                                  | Curtmetratge          |
| 2004 | The Adventures of Supernigger: Episode I - The Final Chapter | Curtmetratge          |
| 2006 | Death of Two Sons                                            | Pel·lícula documental |
| 2005 | Two Men                                                      | Curtmetratge          |
| 2005 | Kinnaq Nigaqtuqtuaq                                          | Curtmetratge          |
| 2005 | White                                                        | Curtmetratge          |
| 2005 | Clear Water                                                  | Curtmetratge          |
| 2007 | Team Queen                                                   | Curtmetratge          |
| 2008 | On the Ice                                                   | Curtmetratge          |
| 2013 | Handmade                                                     | Curtmetratge          |

### Televisió
| Any     | Títol          | Director | Guionista | Productor | Notes                                                                                 |
| ------- | -------------- | -------- | --------- | --------- | ------------------------------------------------------------------------------------- |
| 2014-19 | True Detective | Sí       | No        | Sí        | Director (8 episodis) Productor executiu (24 episodis)                                |
| 2018    | The Alienist   | No       | Sí        | Sí        | Guionista (2 episodis) Productor executiu (10 episodis)                               |
| 2018    | Maniac         | Sí       | Sí        | Sí        | Creador Director (10 episodis) Guionista (1 episodi) Productor executiu (10 episodis) |